# Memorial a las víctimas de la Población Purén
El Memorial a las víctimas de la Población Purén es un monumento ubicado en la Población Purén, de la ciudad de Chillán, en la Región de Ñuble, Chile, cual fue edificado en 1990 e inaugurado en 1992. Consta de una piedra monolito como homenaje a ocho personas víctimas de violaciones de los derechos humanos, durante la dictadura militar chilena quienes fueron residentes de la Población Purén.

## Arquitectura

### Materiales
El monolito es una piedra tallada lisa y gris con inscripciones de los nombres de las víctimas con letras talladas y pintadas de colores negro y rojo. Bajo esta piedra, un soporte de piedras lisas sobre una plataforma de adoquines. Una placa de mármol blanco indica a los mandantes de la realización de la obra, quienes son el Comité de Justicia y Verdad de Ñuble.

### Homenaje
La escritura de la placa principal del monumento indica:

Si estoy en tu memoria, soy parte de la historia. 
En memoria de los compañeros revolucionarios que murieron luchando por una sociedad más justa, hijos de esta población. 
Los consientes hijos de este pueblo los recuerdan.

A continuación se indica un listado de personas a quienes va destinado este monumento, ordenados de manera cronológica:
| N.º | Nombre                           | Militancia | Fecha de detención o muerte | Lugar de detención o muerte                                                | Situación posterior |
| --- | -------------------------------- | ---------- | --------------------------- | -------------------------------------------------------------------------- | --- |
| 1   | Héctor Daniel Urrutia Molina     | PS         | 11 de septiembre de 1973    | Palacio de La Moneda, Santiago de Chile                                    | Traslado al Regimiento de Artillería n.º 1 "Tacna" y Campo Militar Peldehue de comuna de Colina. Su tumba se encuentra en Patio 29.                                       |
| 2   | José Fernando Romero Lagos       | MIR        | 14 de septiembre de 1973    | Minas del Prado, Ñuble                                                     | Torturado en Minas del Prado por campesinos y entregados a Carabineros. Su cuerpo es enterrado a la orilla de un río, cual posteriormente es sacado y hecho desaparecer.  |
| 3   | Cleofe Urrutia Acevedo           | PC         | 3 de octubre de 1973        | Local El Refugio de Avenida O'Higgins, Las Cuatro Avenidas, Chillán, Ñuble | Traslado a Segunda Comisaría de Chillán y desaparición forazada. |
| 4   | Ogan Esteban Lagos Marín         | MIR        | 15 de marzo de 1974         | Chillán, Ñuble                                                             | Traslados a Cuartel de Investigaciones de Chillán, Regimiento de Infantería n.º 9 "Chillán" y Cárcel de Chillán. Su cuerpo es encontrado en Fundo La Dehesa de Tanilvoro. |
| 5   | Sergio Humberto Lagos Marín      | MIR        | 7 de febrero de 1975        | San Pablo esq. Cumming, Barrio Brasil,Santiago de Chile                    | Traslado a Villa Grimaldi y desaparición forzada. |
| 6   | Humberto Patricio Cerda Aparicio | MIR        | 10 de febrero de 1975       | Calle República, Santiago, Santiago de Chile                               | Traslados a Villa Grimaldi y Cuatro Álamos, desaparición forzada. |
| 7   | Nelson Gabriel Espejo Flores     | MIR        | 5 de noviembre de 1977      | Población Los Molineros de San Miguel, Santiago de Chile                   | Fallecimiento inmediato producto de una explosión producida por agentes del Comando Conjunto. Su cuerpo descansa en el Cementerio Parque Las Flores de Chillán.           |
| 8   | Nelson Eduardo Lagos Marín       | MIR        | 23 de septiembre de 1985    | Población Ferretera, Chillán, Ñuble                                        | Fallecimiento inmediato producto de una explosión. |